# 烏石鼻海岸自然保留區
烏石鼻海岸自然保留區位於臺灣宜蘭縣蘇澳鎮，是依據《文化資產保存法》設立的自然保留區，主要保護對象為海岸林和特殊地景。

## 簡介
本區位於東澳溪口和南澳溪口之間，是一座向東突出於太平洋的狹長海岬。範圍北起蘇花公路舊烏石鼻隧道，南至南澳三角洲平原東北端的浪速，西界為臨海最高稜線，最高點為大南澳嶺（702公尺），由此向東至太平洋之陸地即為本區範圍。地形由海平面急劇上升至200公尺，鼻頭處最高點距海面亦有170公尺，多屬東向之陡坡。自然保留區內有舊蘇花公路烏石鼻隧道貫穿，邊界稜線上建有棧道供人行走至大南澳嶺（蘇花古道大南澳越嶺段）。
根據2009年調查結果，本區維管束植物計有110科276屬389種，包括蕨類植物20科49種，裸子植物1科1種，雙子葉植物79科290種，單子葉植物10科49種。哺乳類野生動物共計7目13科18種，鳥類9目24科43種，爬蟲類1目8科15種，兩棲類1目4科12種。另在2005年調查記錄有蝶類8科111種。

## 外部連結
- 林務局自然保育網-烏石鼻海岸自然保留區 （页面存档备份，存于）